# Materialisation
Materialisation ist ein Begriff u. a. aus der Parapsychologie. Darunter versteht man das Erscheinen von menschlichen Gestalten durch Ektoplasma, das aus einem unter Trance stehenden Medium austreten soll.
Es kann dabei die Form von Körperteilen, wie zum Beispiel Hand oder Fuß, annehmen, aber auch von vollständigen Materialisationen wurde berichtet. Durch die Materialisation soll der Geist in „unserer Welt“ Gestalt annehmen und für uns sichtbar gemacht werden.
Auch bezeichnet der Begriff die Fähigkeit spiritueller Lehrer, Objekte erscheinen zu lassen.